# Heilbronner Neckarcup 2018
L'Heilbronner Neckarcup 2018 è stato un torneo maschile di tennis giocato sulla terra rossa. È stata la 5ª edizione del torneo, facente parte della categoria Challenger 125 nell'ambito dell'ATP Challenger Tour 2018. Si è giocato al TC Heilbronn Trappensee E.V. 1892 di Heilbronn, in Germania, dal 14 al 20 maggio 2018.

## Partecipanti

### Teste di serie
| Nazionalità | Giocatore        | Ranking* | Testa di serie |
| ----------- | ---------------- | -------- | -------------- |
| Australia   | John Millman     | 58       | 1              |
| Rep. Ceca   | Jiří Veselý      | 80       | 2              |
| Germania    | Yannick Maden    | 118      | 3              |
| Germania    | Yannick Hanfmann | 132      | 4              |
| Estonia     | Jürgen Zopp      | 135      | 5              |
| Svizzera    | Henri Laaksonen  | 145      | 6              |
| Russia      | Aleksej Vatutin  | 146      | 7              |
| Slovacchia  | Norbert Gombos   | 150      | 8              |

* Ranking al 7 maggio 2018.

### Altri partecipanti
I seguenti giocatori hanno ricevuto una wild card per il tabellone principale:
- Dominik Koepfer
- Rudolf Molleker
- Marvin Möller
- Tim Pütz

I seguenti giocatori sono passati dalle qualificazioni:
- Benjamin Hassan
- Daniel Masur
- Igor Sijsling
- Bernabé Zapata Miralles

## Campioni

### Singolare
Rudolf Molleker ha sconfitto in finale  Jiří Veselý con il punteggio di 4–6, 6–4, 7–5.

### Doppio
Rameez Junaid /  David Pel hanno sconfitto in finale  Kevin Krawietz /  Andreas Mies con il punteggio di 6–2, 2–6, [10–7].